# 익산여객
익산여객(益山旅客)은 전북특별자치도 익산시의 시내버스 업체이며, 본사는 전북특별자치도 익산시 무왕로2길 140 (평화동)에 있다.

## 역사
1977년 전주 동아여객으로부터 분리 독립하여 이리여객으로 설립되었으며, 1995년 이리시와 익산군이 통합한 익산시 출범에 따라 현재의 상호로 개명하였다.

## 운행 노선
시내, 좌석, 순환 노선에는 모두 타 업체와 함께 공동 배차에 참여하고 있으며, 광일여객, 신흥여객과 함께 1달 간격으로 순환하면서 배차에 참여하고 있다.

## 주요 운용 차량
자일대우버스
- 자일대우 NEW BS090
- 자일대우 NEW BC211

현대자동차
- 현대 쏠라티
- 현대 카운티 뉴 브리즈
- 현대 그린시티
- 현대 뉴 슈퍼 에어로시티
- 현대 저상 뉴 슈퍼 에어로시티
- 현대 일렉시티

우진산전
- 우진산전 아폴로 1100

## 같이 보기
- 광일여객
- 신흥여객